# Syntheosciurus brochus
Espèce
Statut de conservation UICN

 DD  : Données insuffisantes
Syntheosciurus brochus, unique représentant du genre Syntheosciurus, est une espèce d'écureuil.